# 昭聖王
昭聖王（しょうせいおう、生年不詳 - 800年）は、新羅の第39代の王（在位：799年 - 800年）であり、姓は金、諱は俊邕（しゅんよう）。父は第38代元聖王の元太子であった金仁謙（夭逝して恵忠太子と諡され、昭聖王の即位後に恵忠大王と追封）、母は角干（1等官）の金神述の娘の淑貞夫人（聖穆太后と追封）。王妃は大阿飡（5等官）の金叔明の娘の桂花夫人。『三国史記』新羅本紀・昭聖王紀の分注には昭成王という表記も見られる。

## 即位まで
『三国史記』新羅本紀においても、元聖王紀と昭聖王紀とでは昭聖王の即位前の略歴について異なった事情を伝えており、系統の異なる史料が存在したものと見られている。
元聖王紀の記述
元聖王7年（791年）10月に、大阿飡の位から侍中となり、8年（792年）8月に病気のために侍中から退官。11年（795年）1月に、太子に立てられた。
昭聖王紀（即位紀）の記述
元聖王7年（791年）に父の金仁謙が死去し、宮中で養われるようになった。5年（789年）には唐に使者として派遣され、大阿飡の位を受けた。6年（790年）には波珍飡（4等官）となり、宰相（上大等か?）となった。7年（791年）に侍中となり、8年（792年）には兵部の令（長官）になった。11年（795年）に太子となり、14年12月29日（799年2月8日）に元聖王の死去すると新年を迎えて王位を継いだ。

## 治世
799年3月に、官僚養成機関である国学の学生のための禄邑として、菁州老居県（慶尚南道巨済市長承浦邑）をあてがった。これは、新羅の下代（宣徳王以降）の特色である律令制度と貴族連合体制の制度とを融合したものの現れと見られている。
在位2年にして800年6月に死去し、昭聖と諡された。王陵については未詳。唐の徳宗からは＜開府儀同三司・検校太尉・新羅王＞に冊封されるところであったが、冊命使が新羅入りする前に昭聖王が死去したため、冊命使は引き上げたという。